# Lucira
Lucira – miasto w Angoli, w prowincji Namibe.